# Distretto di Bageshwar
Il distretto di Bageshwar è un distretto dell'Uttarakhand, in India, di 249.453 abitanti. È situato nella divisione di Kumaon e il suo capoluogo è Bageshwar.
Il distretto di Bageshwar è stato istituito nel 1997. Prima di allora, Bageshwar faceva parte del distretto di Almora.
Bageshwar si trova nella regione orientale di Uttarakhand all'interno della divisione di Kumaon e confina verso ovest e nord-ovest con il distretto di Chamoli, a nord-est e est con il Distretto di Pithoragarh e verso sud con Almora.
A partire dal 2011, è il terzo distretto meno popoloso di Uttarakhand (su 13), dopo Rudraprayag e Champawat.

## Geografia fisica
Dal punto di vista geografico, Bageshwar è collinare alle pendici dell'alta Himalaya; con la presenza di un sistema di drenaggio da nord a sud-est.
I principali fiumi che scorrono attraverso Bageshwar sono: Saryu / Sarju, Gomati, e Pungar, questi ultimi due sono affluente del Sarju.
Queste tre valli dei fiumi hanno reso morfologie alluvionali localmente conosciuti come Seras dove si concentra gran parte della popolazione. Altri villaggi sono definite in base poggi con pendenze lievi / o alcune morfologie piatti.

## Società

### Evoluzione demografica
Secondo il censimento del 2011 Bageshwar ha una popolazione di 259.840, approssimativamente uguale agli abitanti di Vanuatu. Questo la posiziona al 578º posto in India su un totale di 640. Il distretto ha una densità abitativa di 116 abitanti per chilometro quadrato.
Bageshwar ha un rapporto sessuale di 1093 femmine per ogni 1000 maschi, e un tasso di alfabetizzazione dell'80.69%.
A partire dal censimento del 2001, il distretto Bagheswar aveva una popolazione di 249.462. indù 247.402, musulmani 1.280 (0,51%) e cristiani 361.

## Amministrazione
Per comodità amministrativa, Bageshwar è diviso in quattro Tehsils: 
1. Bageshwar che raggruppa 415 villaggi abitati;
2. Kanda con 180 villaggi abitati;
3. Kapkot 156 villaggi;
4. Garur avendo 197 villaggi.

È interessante notare che oltre la polizia regolare di Thanas diversi, come Bageshwar, Garur, Jhiroli, Kanda e Kapkot, patwaris (funzionari entrate) sono inoltre dotati di potere di polizia. Pattis (. Cioè, Katyur - Talla, Malla e Bichalla; Dug, Kharahi; Danpur - Talla, Malla, Bichalla; Nakuri; Dafaut e Kamsyar - Walla e Palla) e blocchi di sviluppo sono altre unità amministrative.

### Città
- Bageshwar
- Kausani
- Baijnath
- Garur
- Kanda
- Kapkote